# John Bernecker
John Bernecker (New Orleans, 2 marzo 1984 – Atlanta, 13 luglio 2017) è stato un attore e stuntman statunitense.

## Biografia
Nel 2010 ha cominciato la carriera di stuntman e ha partecipato anche a qualche film. Il 13 luglio 2017 è morto all'Atlanta Medical Center in seguito alle ferite riportate dopo una caduta di 10 metri sul set dell'ottava stagione di The Walking Dead.

## Filmografia parziale

### Attore
- Monster Wolf (2010) - 1 episodio
- Knucklehead - Testa di cavolo (Knucklehead), regia di Michael Watkins (2010)
- Brawler, regia di Chris Sivertson (2011)

### Stuntman
- Game Night - Indovina chi muore stasera? (Game Night), regia di John Francis Daley e Jonathan M. Goldstein (2018)